# Eloy Edu
Eloy Edu Nkene (Ebebiyín, 16 de marzo de 1985) es un futbolista ecuatoguineano. Jugó de defensa en la Tercera División de España y otros países europeos y fue internacional con la selección de su país, Guinea Ecuatorial.

## Trayectoria
Inició su carrera futbolística en España y ha paseado su juego por varios clubes de dicho país. En el 2015, abandonó el fútbol español para irse a Malta, a jugar por el St. Andrews.
En 2017, abandona el país de Malta para llegar a España, de la mano del Andorra Club de Fútbol para ayudarles a salir de una situación complicada en la tabla.

## Selección nacional
Es internacional con la selección de fútbol de Guinea Ecuatorial, contabilizando 3 partidos registrados en la FIFA.

## Otras Actividades
Eloy Edu Nkene dedica sus veranos en ayudar a los niños de su patria natal, Guinea Acuatorial, mientras que en Torrejon de Ardoz se dedica al servicio de mantenimiento de áreas verdes y es un impulsor del campus benéfico E-16 de fútbol.